# Chicó Sur
El Chicó Sur es un barrio de Bogotá, ubicado en el sector suroriental de la ciudad y situado en la localidad de Usme.

## Clima y Geografía
El Chicó Sur se ubica un sector con un gran gradiente vertical, y se conecta con la autopista al llano, frecuentada por ciclistas aficionados y por la cual ingresa al centro del país el petróleo extraído de los departamentos del Meta, Casanare y Vichada principalmente. Posee pocos parques para uso de sus habitantes y no es una zona turística. El clima oscila entre los 11° y 17° teniendo en cuenta su cercanía al páramo de Sumapaz, considerado en el 2014 como el páramo más grande del mundo.

## Historia
El nombre Chicó Sur no presentó otra intención que emprender un proyecto urbanístico tan exitoso como el conocido barrio "El Chicó," ubicado al Norte de la ciudad de Bogotá y cuya historia muisca sobre el chicú que en español significa "nuestro aliado" solo es un referente. En este caso el aliado de la población fue el Sr. Alfredo Luis Guerrero Estrada quien adquirió estos terrenos a finales de los ochenta y los vendió a población marginada que buscaba conseguir oportunidades laborales en la capital.

## Aspectos socioeconómicos
El barrio es de estrato 0, 1 y 2, de carácter residencial y comercial. Es un sector marginado y con alta tasa de conflictos familiares, su población no presenta altas tasas de escolarización y requiere ayuda gubernamental. 

## Acceso y vías
Todas las vías están en un mal estado de uso, excepto la vía principal que comunica a los llanos orientales con Bogotá. presenta una limitada oferta de transporte público e inseguridad en sus vías. Se destacan la autopista al llano, y se tiene acceso por la Avenida Boyacá y la Avenida Caracas hacia el suroriente, no posee estaciones de TransMilenio pero cuenta con servicio de buses alimentadores con ruta al Portal Usme.